# Lyndon Brook
Lyndon Brook est un acteur anglais, né à Los Angeles (Californie, États-Unis) le 10 avril 1926, mort à Londres (Angleterre, Royaume-Uni) le 9 janvier 2004.

## Biographie
Fils des acteurs anglais Clive Brook et Mildred Evelyn (et donc, frère de l'actrice Faith Brook), Lyndon Brook naît aux États-Unis, à Los Angeles, son père faisant alors carrière au cinéma à Hollywood. Installé en Angleterre, le fils débute lui-même au cinéma en 1949, mais ne tournera en tout que vingt-et-un films, majoritairement britanniques — sauf trois films américains et une coproduction —, le dernier en 1985 (Plenty, avec Meryl Streep). Mentionnons également le film biographique américain Le Bal des adieux, sorti en 1960, où il interprète le compositeur Richard Wagner, aux côtés de Dirk Bogarde personnifiant Franz Liszt.
À la télévision, Lyndon Brook participe à deux téléfilms, diffusés en 1979 et 1987 — sa dernière apparition sur un écran — et surtout à quarante-sept séries, entre 1950 et 1981, dont trois épisodes de Chapeau melon et bottes de cuir (voir la filmographie sélective ci-dessous).
Au théâtre, il se produit dès la fin des années 1940, entre autres à Londres. En particulier, il joue en 1951 dans les pièces Antoine et Cléopâtre de William Shakespeare et César et Cléopâtre de George Bernard Shaw, avec notamment Laurence Olivier et Vivien Leigh ; à la fin de cette même année 1951, ces deux productions sont présentées à Broadway (New York), Brook y reprenant — pour son unique apparition sur les planches new-yorkaises — ses rôles initiaux.

## Filmographie

### Au cinéma (intégrale)
Films britanniques, sauf mention contraire
- 1949 : The History of Mr. Polly d'Anthony Pelissier
- 1949 : Trottie True de Brian Desmond Hurst
- 1949 : Train of Events, film à sketches, segment The Actor de Basil Dearden
- 1954 : La Flamme pourpre (The Purple Rain) de Robert Parrish
- 1954 : Passing Stranger de John Arnold
- 1955 : Opération Tirpitz (Above Us the Waves) de Ralph Thomas
- 1955 : One Way Out de Francis Searle
- 1956 : Le Jardinier espagnol (The Spanish Gardener) de Philip Leacock
- 1956 : Vainqueur du ciel (Reach for the Sky) de Lewis Gilbert
- 1957 : The Surgeon's Knife de Gordon Parry
- 1958 : Innocent Sinners de Philip Leacock
- 1958 : Gipsy (The Gypsy and the Gentleman) de Joseph Losey
- 1959 : Violent Moment de Sidney Hayers
- 1960 : Le Bal des adieux (Song without End) de Charles Vidor et George Cukor (film américain)
- 1960 : Un cadeau pour le patron (Surprise Package) de Stanley Donen (film américain) : Stavrin
- 1962 : Le Jour le plus long (The Longest Day) de Ken Annakin, Andrew Marton et al. (film américain)
- 1965 : Invasion d'Alan Bridges
- 1973 : Who ? de Jack Gold
- 1973 : La Méprise (The Hireling) d'Alan Bridges
- 1985 : Defence of the Realm de David Drury
- 1985 : Plenty de Fred Schepisi (coproduction américano-britannique)

### À la télévision (sélection)
Séries, sauf mention contraire
- 1966 : Destination Danger (Danger Man), Saison 3, épisode 16 Un dangereux secret (Dangerous Secret) de Stuart Burge
- 1967-1968 : Première série Chapeau melon et bottes de cuir (The Avengers), Saison 5, épisode 8 Le Tigre caché (The Hidden Tiger, 1967) de Sidney Hayers ; Saison 6, épisode 9 Je vous tuerai à midi (Noon Doomsday, 1968) de Peter Sykes
- 1976 : Feuilleton Moi Claude empereur (I, Claudius), épisode 11 Empereur malgré lui (Fool's Luck) d'Herbert Wise
- 1976 : Seconde série Chapeau melon et bottes de cuir (The New Avengers), Saison 1, épisode 2 Le Château de cartes (House of Cards) de Ray Austin
- 1978 : Les Professionnels (The Professionals), Saison 2, épisode 7 Un fonctionnaire peu courtois (Not a Very Civil, Civil Servant) d'Anthony Simmons
- 1979 : Churchill and the Generals, téléfilm d'Alan Gibson
- 1987 : Life Story, téléfilm de Mick Jackson

## Théâtre (sélection)
Pièces jouées à Londres, sauf mention contraire
- 1950 : John Gabriel Borkman d'Henrik Ibsen
- 1951 : Antoine et Cléopâtre (Antony and Cleopatra) de William Shakespeare et César et Cléopâtre (Caesar and Cleopatra) de George Bernard Shaw, avec Laurence Olivier, Vivien Leigh, Peter Cushing, Esmond Knight, Niall MacGinnis, Wilfrid Hyde-White
- 1951-1952 : Antoine et Cléopâtre et César et Cléopâtre, reprise des deux productions pré-citées, avec Laurence Olivier, Vivien Leigh, Niall MacGinnis, Donald Pleasence, Wilfrid Hyde-White (à Broadway)
- 1952 : Créancier (titre original : Fordringsägare ; titre anglais : Creditors) d'August Strindberg, adaptation de Michael Meyer, avec Mai Zetterling, Michael Gough
- 1953 : The Uninvited Guest de Mary Hayley Bell, avec Joan Greenwood, John Mills, Cathleen Nesbitt (à Bristol)
- 1955 : Sud (South) de Julien Green, mise en scène par Peter Hall, avec Denholm Elliott
- 1956 : La Mouette (titre original : Чайка - Tchaïka ; titre anglais : The Seagull) d'Anton Tchekhov, adaptation de David Magarshack, avec Diana Wynyard
- 1958 : The Kidders de Donald Ogden Stewart, avec Faith Brook

## Note
1. ↑  Certaines sources, notamment l'IMDB,  mentionnent York (Angleterre) comme lieu de naissance.